# Gábor Gaál
Gábor Gaál (n. 8 martie 1891, Budapesta – d. 13 august 1954, Cluj) a fost un academician maghiar din România, publicist, estetician, critic literar, membru titular (1948) al Academiei Române, teoretician al „realismului socialist”.
A absolvit Universitatea din Budapesta și a participat la revoluția proletară din Ungaria. După un scurt exil la Viena, revine în Ungaria, unde este arestat, apoi evadează și se refugiază în România. A condus revistele Korunk (1926-1940) și Utunk (1946-1954).
A fost profesor de filosofie și istoria literaturii maghiare la Universitatea din Cluj, membru titular al Academiei Române din 1948.
Majoritatea creației sale a fost inclusă în cele patru volume de Válogatott írások [Scrieri alese] (1964, 1965, 1971, 1975), și în volumul Levelek, 1921-1945 [Scrisori] (1975). Într-o caracterizare a secției de cadre a Comitetului Județean de partid Cluj, din 17 aprilie 1948, Gábor Gaál era apreciat ca „unul dintre cei mai pregătiți teoreticieni ai filosofiei și literaturii marxist-leniniste din Ardeal (...), devotat, cinstit” (cf. Arh.St. Cluj, Comitetul Regional PMR Cluj, fond. 3, dos. 475/1948, f.1).